# Sesson Yūbai
Sesson Yūbai (雪村 友梅) (1290 - 14 janvier 1348) est un prêtre bouddhiste Zen de la secte Rinzai, considéré comme « le plus important poète de la littérature des cinq montagnes ».

## En Chine
Yūbai vit en Chine plus de vingt ans (1307–1329). Il est emprisonné à Chang'an pendant la période durant laquelle les bouddhistes zen sont persécutés. Nombre des poèmes qu'il écrit alors nous sont parvenus et sont à l'origine de sa réputation. Dans le Bingatshū, la collection des 242 poèmes inclus comprend celui-ci :
Je n'aime pas les louanges et les honneurs
Je ne crains pas non plus le dédain
Je m'en tiens juste éloigné.
Mon esprit, eau claire
Mon corps lié et attaché
Pendant trois ans à Chang'an.
Je chante ce que je ressens en chansons
Aux mots directs, sans ornementation.
Yūbai étudie le Ch'an de Linji auprès de Yishan Yining en Chine.

## Au Japon
Sous le patronage du clan Akamatsu, Yūbai devient le fondateur de nombreux monastères bouddhistes provinciaux au Japon dont Hōun-ji (Kamigōri) et Hōrin-ji (Harima) à Harima. Certains de ces temples sont classés jissatsu par le shogunat Muromachi, ce qui encourage ses vassaux shugo à fournir de l'argent dans les provinces.
Akamatsu Norimura (1277–1350) et son fil Akamatsu Norisuke, (1314–1371) sont les disciples les plus importants de Yūbai.